# Loki
Za članak o istoimenoj igrici, pogledajte Loki.
Loki je nordijski bog vatre i prevare, sin divova Farbatija i Laufej i pripadnik grupe Aesira (glavnih bogova).
On je bio pametan i lep bog, ali rđavog karaktera, tvrdoglav, prepreden i varalica.Na prevaru je ubio Odinovog sina Baldera. Imao je sposobnost menjanja oblika i pola.U jednom mitu se pretvara u kobilu i rađa Slejpnira, Odinovog osmonogog konja.
Sa suprugom Angrbodom izrodio je troje dece: midgarsku gigantsku zmiju zvanu Jormundgard koja je toliko narasla da je okružila celu Zemlju, a koja je bila glavni neprijatelj Tora, zatim vuka Fenrira i boginju carstva mrtvih princezu Hel.Sa drugom ženom Sigin imao je dva sina Valija i Narfija.
Nakon Balderove tragične smrti, zbog straha od kazne koji su mu spremali bogovi Asgarda, Loki se pretvorio u lososa i sakrio u daleku reku. Bogovi su ga na kraju uhvatili i okovali crevima njegovog sina Narfa za tri ponorne stene. Jedna mu je bila ispod ramena, druga ispod kolena, a treća ispod bubrega. Iznad glave postavili su mu otrovnu zmiju iz čijih čeljusti je kapao otrov na njegovo čelo, a njegova verna žena Sigin stajala je iznad njega sa čašom u rukama i kupila otrov. Međutim, svaki put kad bi se čaša napunila otrovom do vrha, ona bi morala napustiti svog muža da je isprazni. Tad bi otrov padao Lokiju pravo na lice, pri čemu se on od bolova toliko grčio da se zemlja tresla. Od toga je, po nordijskoj mitologiji, nastao zemljotres.
Loki će biti u okovima sve do Ragnaroka (sumraka bogova), a tad će ih konačno pokidati i krenuti rame uz rame sa samim Zlom, u rat protiv bogova Asgarda.

## Spoljašnje veze
- Viktor Rydberg's "Teutonic Mythology: Gods and Goddesses of the Northland" e-book
- W. Wagner's "Asgard and the Home of the Gods" e-book
- "Myths of Northern Lands" e-book by H.A. Guerber
- Peter Andreas Munch's "Norse Mythology: Legends of Gods and Heroes" e-book
- An essay on Loki
- More images of Loki Архивирано на веб-сајту  (21. мај 2007)
- The Lokasenna - "Loki's Wrangling": an insult competition between Loki and the other gods